# Marçais
Marçais ist eine französische Gemeinde mit 305 Einwohnern (Stand: 1. Januar 2022) im Département Cher in der Region Centre-Val de Loire; sie gehört zum Arrondissement Saint-Amand-Montrond und zum Kanton Saint-Amand-Montrond.

## Geographie
Marçais liegt etwa 41 Kilometer südlich von Bourges.  Umgeben wird Marçais von den Nachbargemeinden Morlac im Norden und Westen, Vallenay im Nordosten, Orcenais im Osten, Arcomps und Loye-sur-Arnon im Südosten, Ardenais im Süden sowie Saint-Pierre-les-Bois im Südwesten.

## Bevölkerungsentwicklung
| 1962                      | 1968 | 1975 | 1982 | 1990 | 1999 | 2006 | 2013 |
| ------------------------- | ---- | ---- | ---- | ---- | ---- | ---- | ---- |
| 531                       | 484  | 424  | 372  | 371  | 324  | 306  | 311  |
| Quelle: Cassini und INSEE |      |      |      |      |      |      |      |

## Sehenswürdigkeiten
- Kirche Saint-Maurice aus dem 12./13. Jahrhundert
- Schloss La Mothe aus dem 15. Jahrhundert

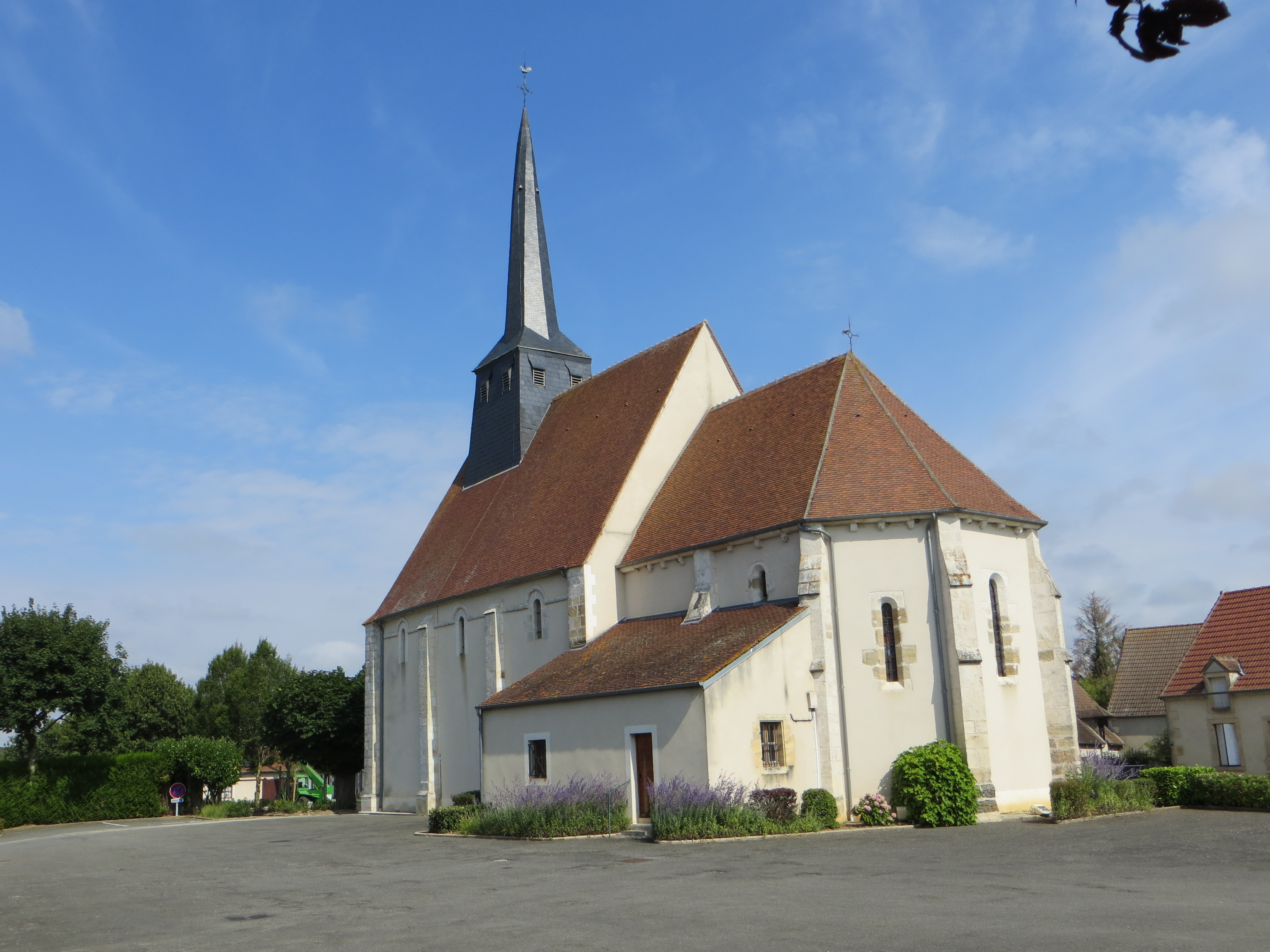
Kirche Saint-Maurice